# Ар'я (футбольний клуб)
«Ар'я» (перс. آریا مشهد) — колишній іранський футбольний клуб з міста Мешхед, розформований у 1973 році. Традиційними кольорами «Ар'ї» були жовтий та зелений кольори, а також білий колір. Домашні матчі клуб проводив на стадіоні «Саадабад» (нині називається «Тахтім»), який вміщував 15 тисяч глядачів.

## Історія
Заснований в 1960 році. Був однією з найсильніших і найвідоміших команд Мешхеду і всієї провінції Хорасан в 1960-ті роки.
В 1973 році через погані результати та ранній виліт з Кубка Тахті Джамшид, клуб був несподівано розформований, а його гравці перейшли до складу іншого мешхедського клубу і затятого суперника «Ар'ї» клубу «Абумослем».